# ル・プリガン
ル・プリガン （Le Pouliguen）は、フランス、ペイ・ド・ラ・ロワール地域圏、ロワール＝アトランティック県のコミューン。
ル・プリガンは、漁港とマリーナがあることで有名なコート・ダムール（fr、アムール海岸）の海水浴リゾート地である。ル・プリガンは、バ＝シュル＝メールとともに、県内で最も近年までブルトン語が話されていた土地である。ル・プリガン村では19世紀までブルトン語が話されていた。

## 由来
ル・プリガンという名はブルトン語のAr Poulgwenn（小さな白い入り江。ヴァンヌ方言ではAr Poulig'gwenn）からきている。

## 地理
ル・プリガンはロワール＝アトランティック県の大西洋岸にあり、ル・クロワジック半島の東部分を占める。サン＝ナゼールの西約15kmにある。
ル・プリガンの西側はバ＝シュル＝メール、北はゲランドのゲランド塩水湿地帯である。東側は湿地帯を通じて大西洋とつながっている。

## 歴史

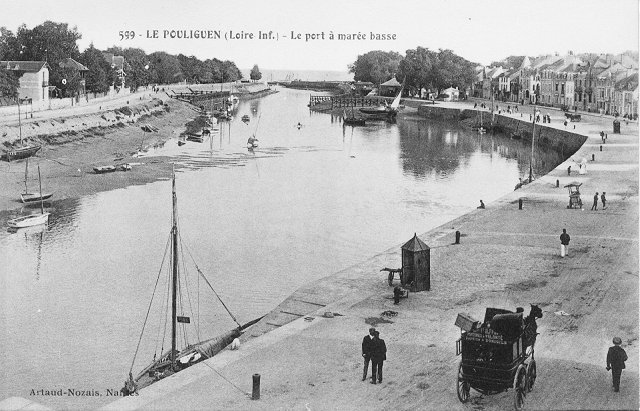
1900年代のル・プリガン港

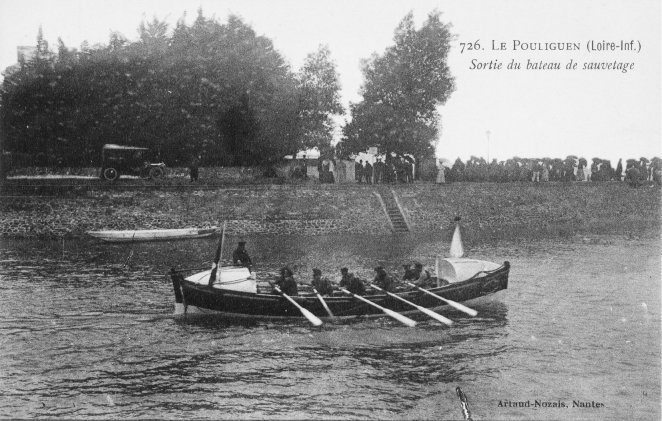
救命ボートの出発。1900年代

ル・プリガンは、もとはバ＝シュル＝メールに属する教区であり一部であった。1820年に独立した教区となり、1854年、港のあるル・プリガンと、ペンシャトーの村が一つになってコミューンとなった。
ペンシャトーの岬は、先史時代において重要な地だった。そこでは4列に並んだ壁の跡が発見されている。1つの仮説として、紀元前450年頃、この砦はコルビロ（fr:Corbilo、ガリア人が築いた港の名）防衛システムの一部であったという。19世紀以前、ル・プリガン港は漁業を基盤とした港で、ロワール川方面や北ヨーロッパ方面に塩を輸送していた。漁夫の住宅が証明しているように、船主や塩の製造業者の住宅は村の中心にあった。19世紀には、ジュラ出身の実業家ブノワ兄弟の缶詰工場が1830年代にできた。
しかし主な発展は19世紀半ばから、非常にエリート主義のかたちで海辺の観光とつながっていた。さらには鉄道の到来で発展が続いた。1879年にはサン＝ナゼール-ル・クロワジック路線が開通した。1880年代、ラ・ボール＝エスクブラック西側の海岸の細分化が行われ、ジュール・ブノワによって設計された。ブノワ海岸という名がつけられたのはこの時代である。この海岸はグランド・プラージュ・デュ・プリガン（Grande plage du Pouliguen）とも呼ばれた。
第二次世界大戦末期、サン・ナゼール・ポケットが存在したため、ロワール河口の隣接地域はル・プリガンを含めドイツによる占領が他よりも9ヶ月長く続いた（1944年8月から1945年5月11日まで）。ドイツ本国の降伏後も3日間、サン・ナゼール・ポケットの実効支配は続いた。

## 人口統計
| 1962年 | 1968年 | 1975年 | 1982年 | 1990年 | 1999年 | 2006年 | 2011年 |
| ------ | ------ | ------ | ------ | ------ | ------ | ------ | ------ |
| 3658   | 3788   | 4276   | 4383   | 4912   | 5265   | 5308   | 4810   |

参照元:1999年までEHESS/Cassini、2004年以降INSEE

## 姉妹都市
- Llantwit Major、ウェールズ
- キスレク、ドイツ